# Semejanza fatal (película de 1916)
Semejanza fatal (título original en italiano: Somiglianza funesta) es una película muda italiana de 1916 dirigida por Telemaco Ruggeri, en la que intervino el actor español Bonaventura Ibáñez.

## Argumento
Giorgio tiene un doble que es un villano, Wilmore, mientras que él es un caballero. Las noticias en los periódicos, la sospecha del futuro suegro, las bromas de los amigos que terminan con un duelo, le atormentan hasta el punto de causarle pesadillas y malos sueños, de modo que por un fenómeno telepático asiste a dos delitos cometidos por su semejante. Cuando viaja a Brest en compañía de su prometida y su suegro, es detenido al ser confundido por el otro, que había conseguido escapar de la prisión. Pero un accidente de coche aclarará el asunto y todo terminará bien para él, mientras el sosia acabará en el patíbulo.